# دنیس مورتیمر
دنیس مورتیمر (انگلیسی: Dennis Mortimer؛ زادهٔ ۵ آوریل ۱۹۵۲) یک بازیکن فوتبال اهل بریتانیا است.